# Carolus chasei
Carolus chasei är en tvåhjärtbladig växtart som först beskrevs av W.R.Anderson, och fick sitt nu gällande namn av W.R.Anderson. Carolus chasei ingår i släktet Carolus och familjen Malpighiaceae. Inga underarter finns listade i Catalogue of Life.